# Edwardsia
Edwardsia är ett släkte av koralldjur. Edwardsia ingår i familjen Edwardsiidae.

## Bildgalleri

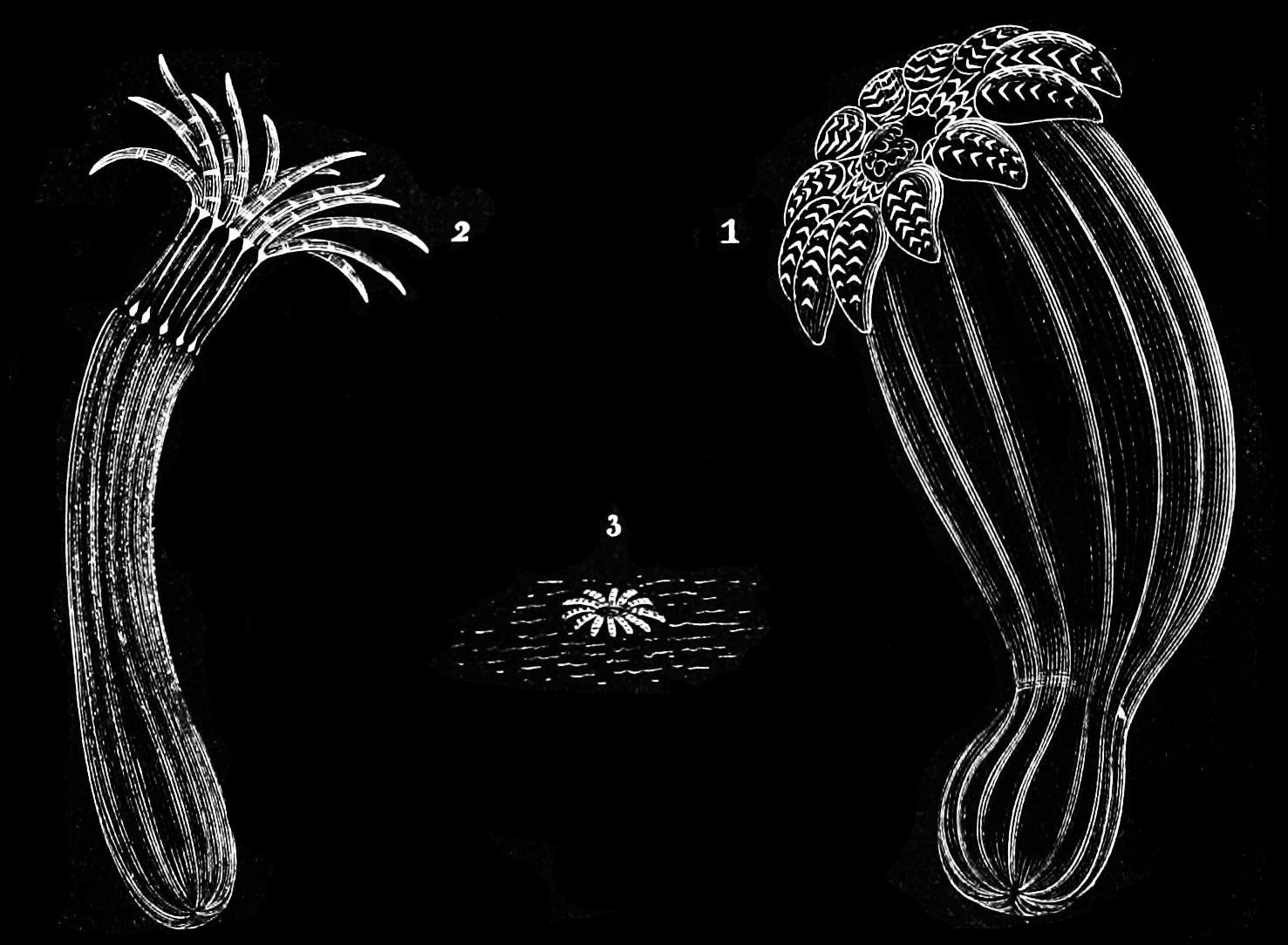
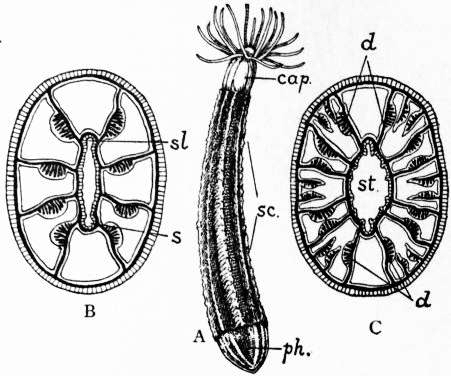
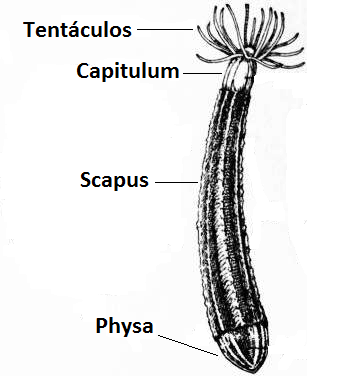
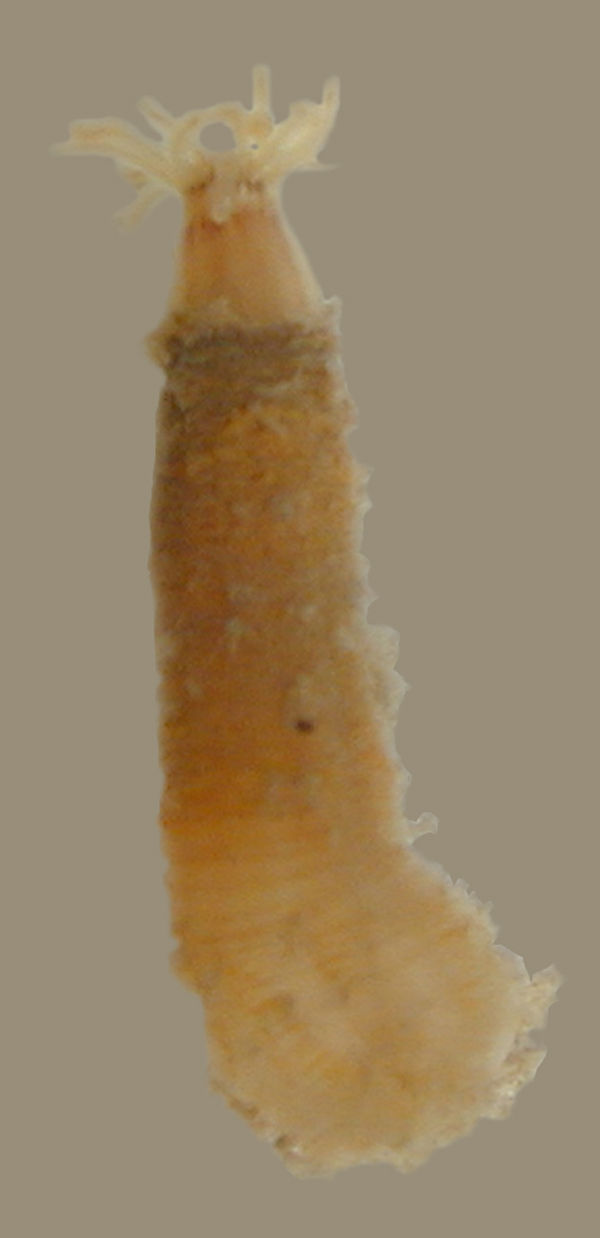

## Dottertaxa tillEdwardsia, i alfabetisk ordning[1][2]
- Edwardsia allmani
- Edwardsia andresi
- Edwardsia annamensis
- Edwardsia arctica
- Edwardsia arenosa
- Edwardsia athalyei
- Edwardsia beautempsi
- Edwardsia californica
- Edwardsia capensis
- Edwardsia carlgreni
- Edwardsia claparedi
- Edwardsia clavata
- Edwardsia coriacea
- Edwardsia costata
- Edwardsia danica
- Edwardsia delapiae
- Edwardsia duodecimtentaculata
- Edwardsia elegans
- Edwardsia finmarchica
- Edwardsia flaccida
- Edwardsia fusca
- Edwardsia gilbertensis
- Edwardsia goodsiri
- Edwardsia hantuensis
- Edwardsia intermedia
- Edwardsia ivelli
- Edwardsia japonica
- Edwardsia kameruniensis
- Edwardsia longicornis
- Edwardsia maroccana
- Edwardsia norvegica
- Edwardsia octoplax
- Edwardsia octoradiata
- Edwardsia rigida
- Edwardsia rubricollum
- Edwardsia sipunculoides
- Edwardsia sulcata
- Edwardsia tinctrix
- Edwardsia tuberculata
- Edwardsia vegae
- Edwardsia vitrea
- Edwardsia vivipara